# Jan Hána
Jan Hána (Dobronice u Bechyně, 28 oktober 1927 – Praag, 20 september 1994) was een Tsjechische beeldhouwer.

## Leven en werk
Hána werd geboren in de Zuid-Boheemse stad Dobronice en werkte tot de Tweede Wereldoorlog in een lokale keramiekfabriek. Na de oorlog volgde hij eerst een opleiding aan de staats keramische opleiding (Státni keramicke škole v Praze) in Praag. Van 1945 tot 1951 studeerde hij bij de hoogleraar Karel Pokorný aan de kunstacademie (Akademie výtvarných umění v Praze - AVU) in Praag en van 1947 tot 1948 bij professor A. Antunac aan de kunstacademie (Výtvarne akademie v Záhřeba) in de Joegoslavische stad Zagreb.
Hána werd in 1983 zelf hoogleraar aan de kunstacademie in Praag.

## Werken (selectie)
- 1954 : Oorlogsmonument in Svidník (Slowakije) met Jan Bartoš
- 1957 : Graftombe van Jana Rybářová, begraafplaats Vyšehrad (Vyšehradský hřbitov) in Praag
- 1958 : Seated Girl, Kampa Park in Praag
- 1959 : Melancholy, Lázně Darkov in het district Okres Karviná
- 1961 : Little Dancer, Kino 64 U Hradeb in Praag
- 1966 : Seated Dancer, Mariënbad (Mariánske Lázně)
- 1971 : Clio, gedenkteken voor de dichter Jiří Wolker
- 1975 : Joy of Life, Park van de Vrede in Nagasaki
- 1981/83 : A Song of my Country, Nationaal Theater van Praag
- 1983 : Standbeeld Simón Bolívar, Náměstí Interbrigády in Praag-Bubeneč
- 1985 : Prime of Life (Spring), winkelcentrum Labe in Praag-Modřany
- 1986 : Last Day of War, monument in Prachatice

## Fotogalerij

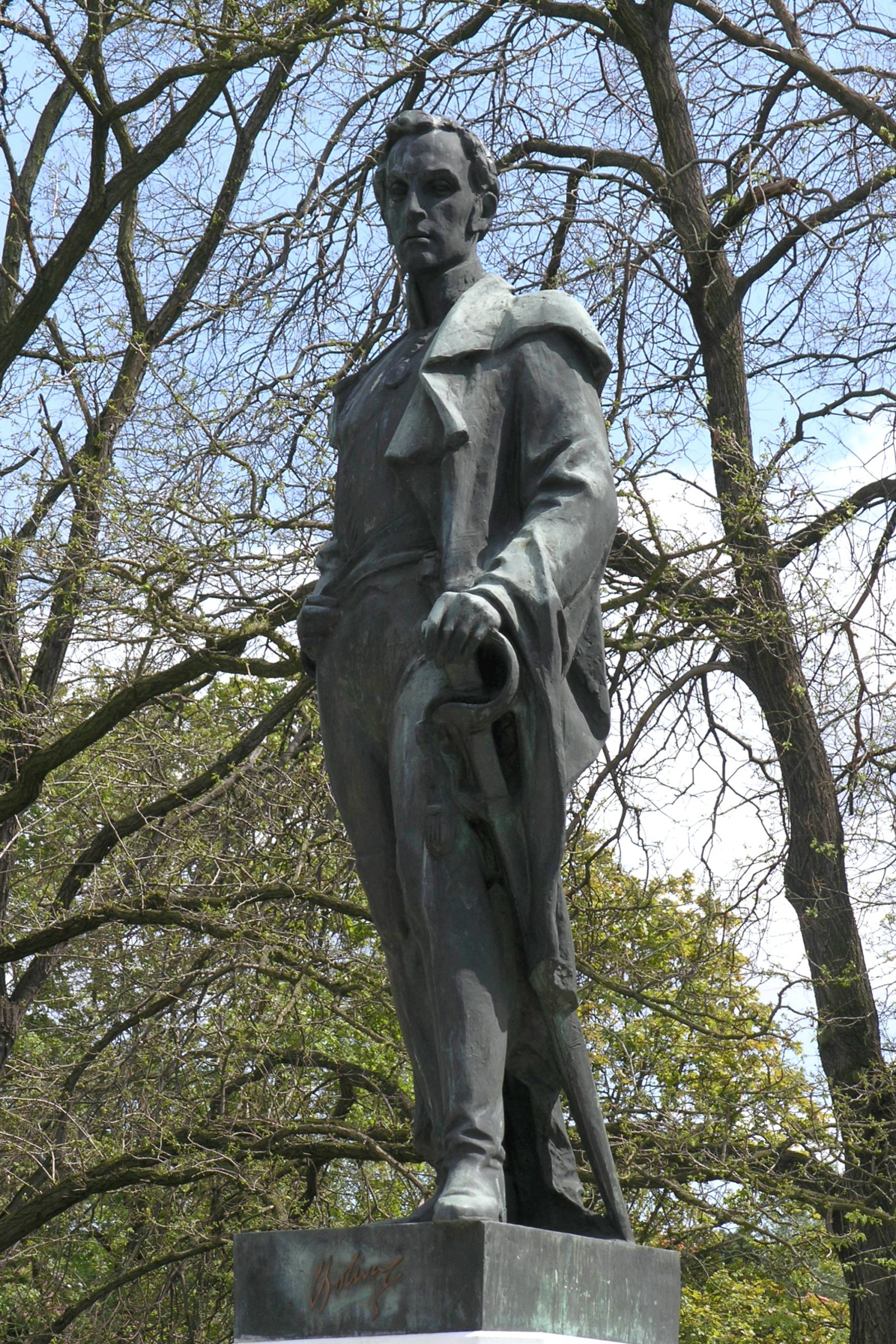
Standbeeld Simón Bolívar (1983), Praag
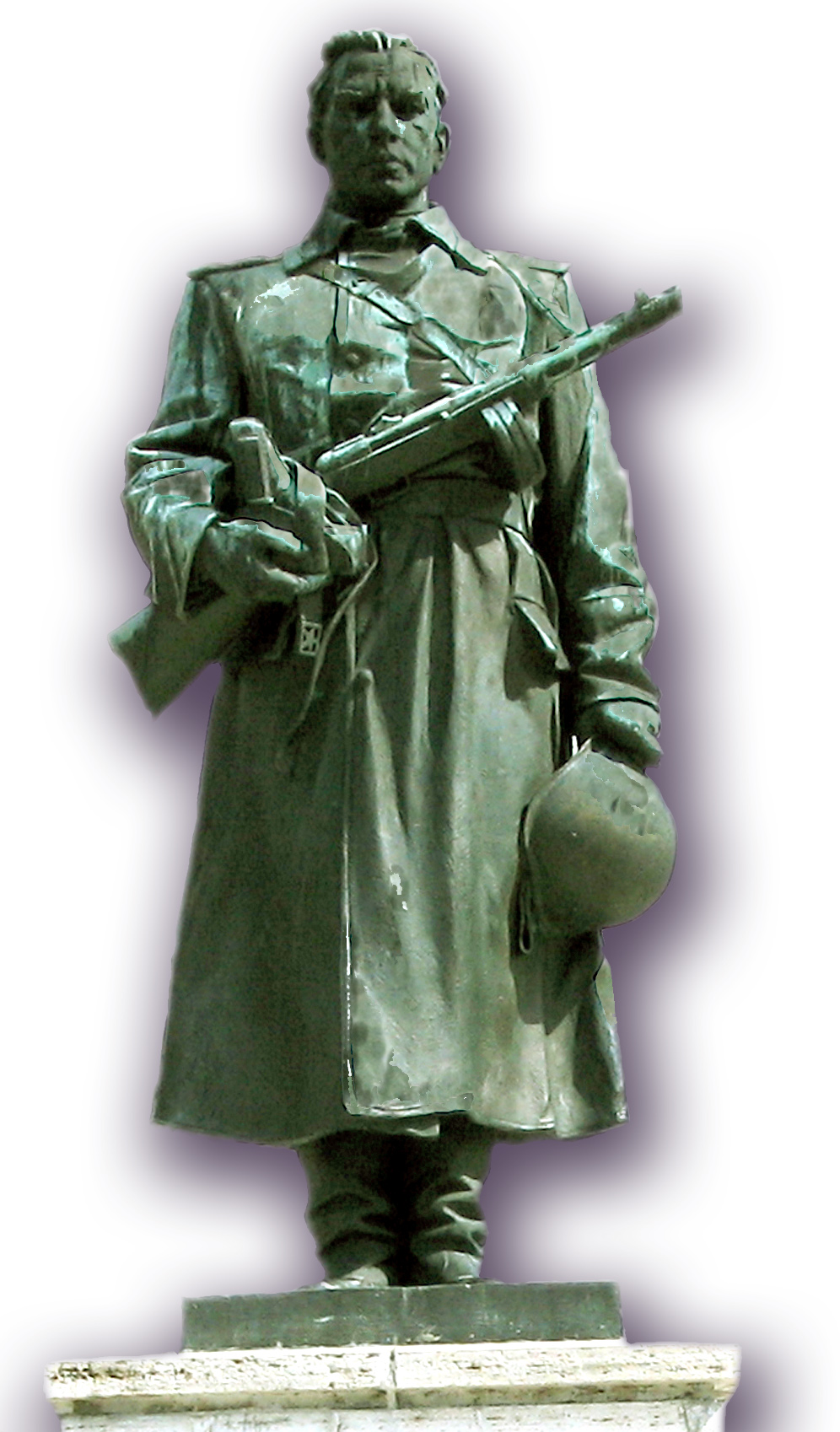
Standbeeld Jan Bartoš (1954) in Svidnik